# Templo y exconvento de San Diego (Cuautla)

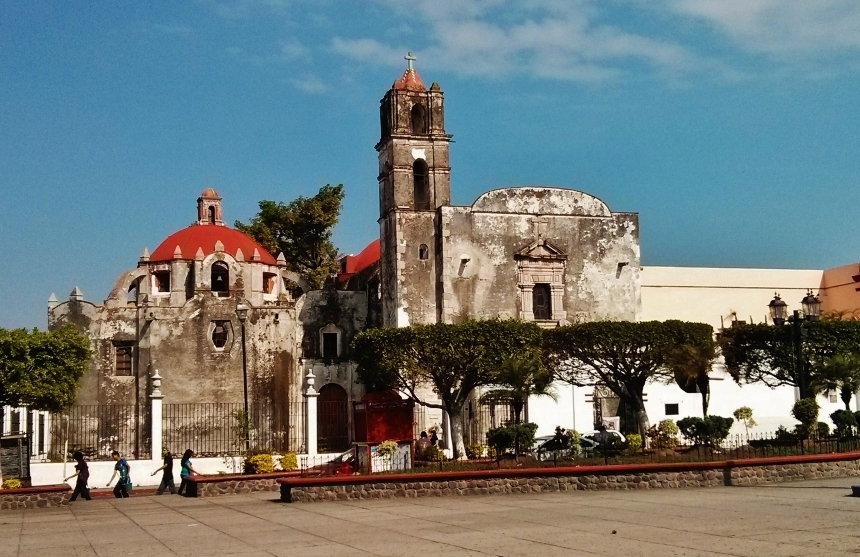
Ex Convento Franciscano San Diego de Alcalá, Cuautla

El Templo y exconvento de San Diego es un monumento histórico que se encuentra en Cuautla, Morelos. Su construcción data del siglo XVI. Forma parte de la ruta de conventos de Morelos y es uno de los más importantes inmuebles históricos del estado, el cual está protegido por la Ley de monumentos y zonas arqueológicas del Instituto Nacional de Antropología e Historia.
Fue construido por la orden de los dominicos y más adelante, los franciscanos llamados “dieguinos”, realizaron más intervenciones en honor a San Diego.
Aparte de su función conventual, tuvo diferentes usos; durante la Guerra de Independencia fue un punto estratégico de los más importantes para la defensa de Cuautla. Más adelante el edificio del monasterio se convirtió en hotel y luego en un museo; mientras el templo y la capilla fueron bodegas.  

## Contexto Histórico

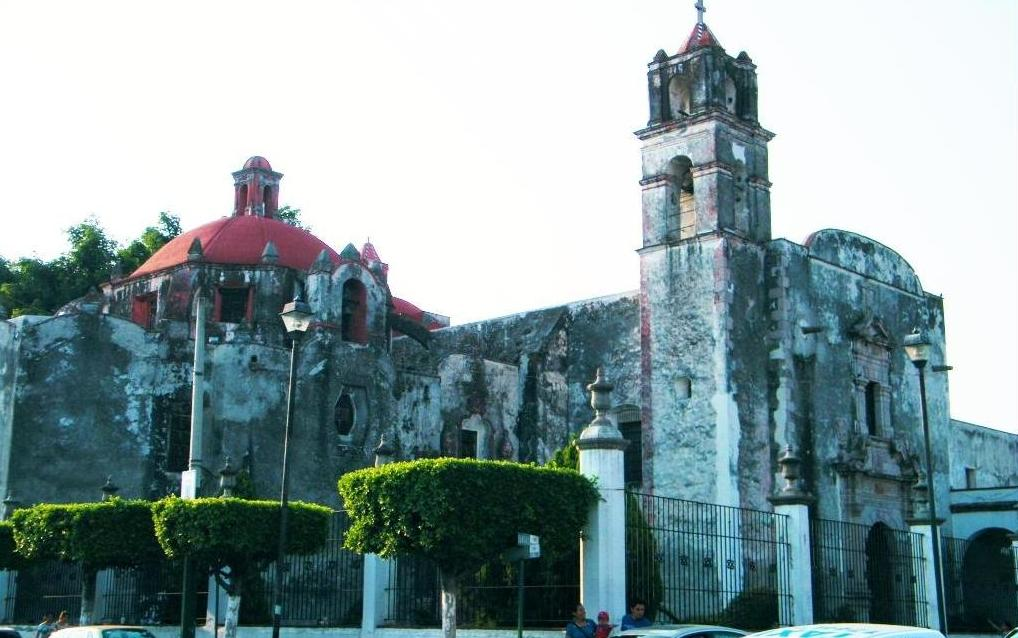
Vista del Ex Convento franciscano de San Diego de Alcalá, Morelos.

Morelos, estado que forma parte de la historia prehispánica y pasó por momentos históricos como la conquista, el virreinato, la Independencia y sobrevivió a la Revolución.
A finales del siglo XVI llegaron a Morelos los puntitos provenientes de la provincia de San Diego de Alcalá, llegando a la región de las Amilpas. La administración eclesiástica de la región fue administrada tanto por los franciscanos como por los dominicos, y así fue hasta el siglo XVIII, hasta que las parroquias fueron secularizadas.
Al inicio fue una capilla de visita la cual fue construida por los dominicos en siglo XVI pero en 1640 quienes fueron los dieguinos construyeron un templo en honor a San José y le agregaron un convento con dos claustros dando a entender que el convento es de la provincia de San Diego e estaba dirigida por los franciscanos.
Para la Guerra de Independencia fue un punto estratégico para Cuautla y su defensa ya que Hermenegildo Galeana lo tomo como estructura de defensa pero en la Guerra de Reforma se modificó su uso y la llegada del ferrocarril convirtió al monasterio en un hotel, la huerta fue la estación y la capilla y templo tuvieron un uso como bodegas, más adelante cuando el ferrocarril ya no fue esencial se regresó a la iglesia ya que había quedado abandonado y los claustros se convirtieron en el museo de José María Morelos y Pavón.

### Franciscanos descalzos "Dieguinos"
Las órdenes religiosas fueron esenciales en la Nueva España, para cumplir con la función de moldear las virtudes e ideales de un sector de la población. En el caso de los franciscanos, la facción de los "dieguinos" es la que más se apega a los votos de pobreza, silencio, oración y mortificación. Esta facción tuvo dos vertientes, en España se llaman "alcantarinos" por su santo patrono San Pedro de Alcántara, y en el territorio de la Nueva España se les adjudicó a San Diego y este nombre recibió la provincia que formaron, estableciéndose finalmente en 1580 en el territorio.
Al igual que toda la orden, estuvieron bajo un mando jerárquico que dependía de las constituciones de provincia, textos cómo " instrucción y doctrina de los novicios", los cimientos de san Francisco de 1223, las constituciones del clero y a las órdenes y dictámenes del papa.
Las divisiones entre los tipos de religiosos son dos:
- Clérigos: llamados también "del coro" o "coristas" por su asistencia constante al coro, estos novicios son los que tienen aspiraciones a ser sacerdotes.
- No clérigos: llamados "legos", dedicados a las labores prácticas y domésticas del convento.

Durante el siglo XVll, la ausencia de los religiosos en los oficios fue causada por la escasez de estos y las negligencias de mandos de ellos mismos. Siendo el rezo, la oración y la misa de comunidad los sacramentos que más se dejaban de lado por la predicación o la vejez de los dieguinos.

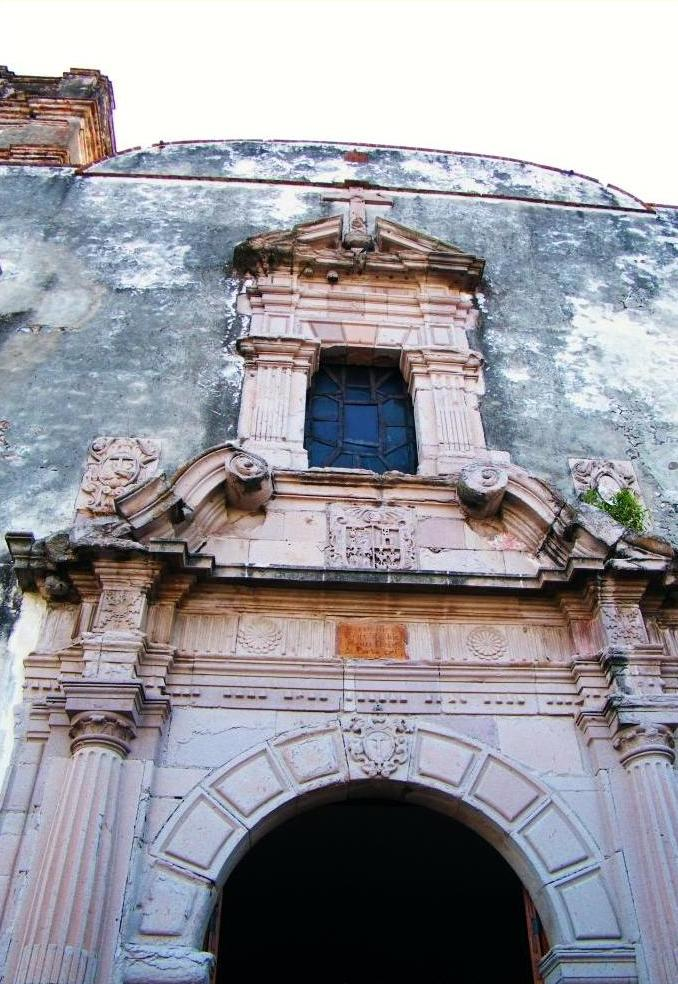
Entrada al Ex Convento franciscano.

## Características arquitectónicas
El edificio conventual está ubicado de lado derecho del templo, la entrada cuenta con arcos, paredes y nichos adornados en cantera que introducen al claustro, el cual no es de gran tamaño y cuenta con dos plantas.
Al interior se pueden observar tableros en tono dorado. Un dato importante que hay que tener en cuenta en cuanto a su conformación tan bella en el interior es que el portugués Gonzalo Naraez dejó una importante cantidad monetaria en su testamento para que se gastara en sitios como este, por lo que este templo cuenta con cierto número de alhajas y también se le hizo una mejora a la torre. Asimismo, en su conformación arquitectónica tiene un frontispicio el cual fue finalizado en 1801, como se indica en la placa superior.
El convento que se le había anexado con dos claustros el cual estaba en formación con un atrio que originalmente se encontraba alrededor de una barda con arcos de manera invertida que llevaba a la iglesia.
La parte delantera cuenta con un arco de medio punto la cual está adornada con recuadros y en sus lados tiene trozos labrados de estilo corintio. Lo que es la iglesia es una nave con forma de arista.

## Restauración del edificio
En abril de 2019 finalizó la restauración del ex convento, el cual fue dañado por el sismo del 19 de septiembre de 2017 y es posible ver estas modificaciones desde su exterior.
En el trabajo de restauración se realizó un proceso de inyección en el segundo cuerpo del campanario y el muro sur de la capilla para reparar las gritas; también se realizaron exploraciones en los arcos intermedios de la nave principal. Otras intervenciones que se llevaron a cabo fueron reforzar la bóveda, la restructuración de su entrada principal.

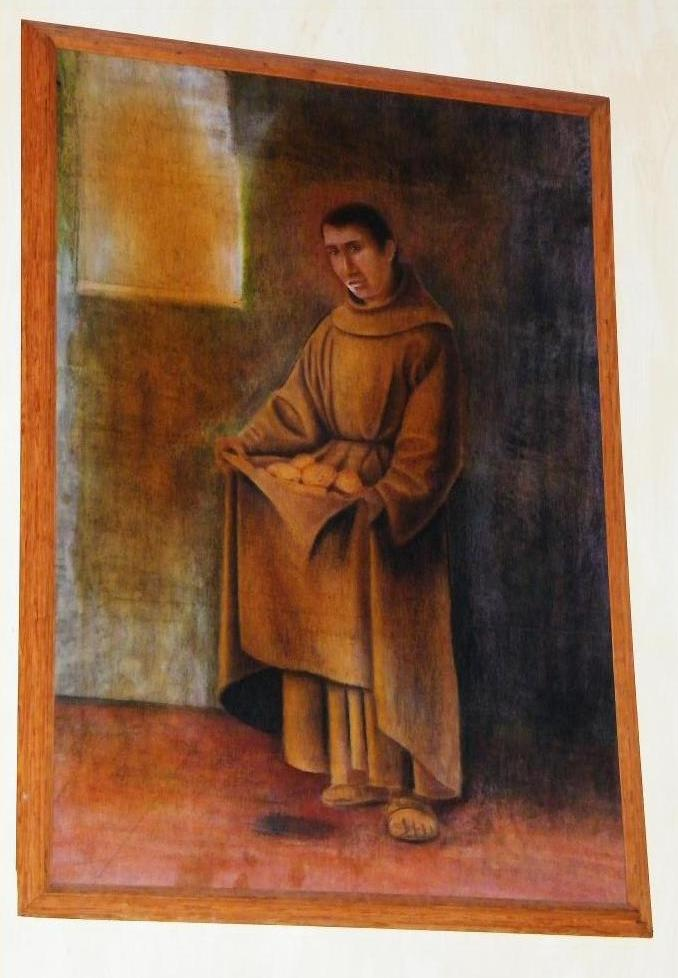
Cuadro de San Diego de Alcalá.

## Reliquias y objetos al interior
En el interior de la iglesia del convento de San Diego hay varias reliquias entre las que se encuentran un pedazo de Lignun Crucis dentro de un relicario de plata con dos cristales. En la parte media se encuentra una obra tallada de San Diego y este tiene en el pecho un pequeño hueso el cual se dice que es del propio santo. En la capilla mayor en un colateral hay más reliquias y una de estas se dice pertenece a una de las cabezas de una de las vírgenes, la cual fue dada al Duque de Mantua por el Papa Paulo V. También hay una imagen de una de las vírgenes la cual se encuentra adornada por más reliquias. En uno de los sagrarios hay una astilla de la escala de San Alejo la cual viene del Priorato de monjes de San Gerónimo en Roma.